# Breakout (album de Miley Cyrus)
Pour les articles homonymes, voir Breakout.
Albums de Miley Cyrus
Hannah Montana 2: Meet Miley Cyrus
(2007) The Time of Our Lives
(2009)
Singles
1. 7 Things
Sortie : 17 juin 2008
2. See You Again (Rock Mafia Remix)
Sortie : 11 août 2008
3. Fly on the Wall
Sortie : 16 février 2009

Breakout est le deuxième album solo de la chanteuse américaine Miley Cyrus. Il est sorti le 22 juillet 2008. Il s'agit du premier travail musical de la chanteuse n'ayant aucune affiliation avec son personnage d'Hannah Montana. 

## Liste des pistes
| #                                 | Titre de la chanson               | Compositeurs et producteurs                              | Durée |
| --------------------------------- | --------------------------------- | -------------------------------------------------------- | ----- |
| 1                                 | Breakout                          | Gina Schock, Ted Bruner, Trey Vittetoe                   | 3:26  |
| 2                                 | 7 Things                          | Miley Cyrus, Antonina Armato, Tim James                  | 3:33  |
| 3                                 | The Driveway                      | Miley Cyrus, Scott Cutler, Anne Preven                   | 3:43  |
| 4                                 | Girls Just Wanna Have Fun         | Robert Hazard, Matthew Wilder                            | 3:06  |
| 5                                 | Full Circle                       | Miley Cyrus, Scott Cutler, Anne Preven                   | 3:14  |
| 6                                 | Fly on the Wall                   | Miley Cyrus, Antonina Armato, Tim James, Devrim Karaoglu | 2:31  |
| 7                                 | Bottom of the Ocean               | Miley Cyrus, Antonina Armato, Tim James                  | 3:15  |
| 8                                 | Wake Up America                   | Miley Cyrus, Antonina Armato, Tim James, Aaron Dudley    | 2:46  |
| 9                                 | These Four Walls                  | Scott Cutler, Anne Preven, Cheyenne Kimball              | 3:28  |
| 10                                | Simple Song                       | Jeffrey Steele, Jesse Littleton                          | 3:32  |
| 11                                | Goodbye                           | Miley Cyrus, Antonina Armato, Tim James                  | 3:53  |
| 12                                | See You Again (Rock Mafia Remix)  | Miley Cyrus, Antonina Armato, Tim James                  | 3:16  |
| Édition britannique — Piste bonus |                                   |                                                          |       |
| 13                                | See You Again (Wideboys Club Mix) | —                                                        | —     |
| Édition japonaise — Pistes bonus  |                                   |                                                          |       |
| 13                                | Don't Walk Away                   | Miley Cyrus                                              | 2:45  |
| 14                                | Hovering (avec Trace Cyrus)       | Miley Cyrus                                              | —     |
| Édition japonaise — DVD           |                                   |                                                          |       |
| 1                                 | 7 Things (Clip)                   | —                                                        | 3:38  |
| 2                                 | See You Again (Live)              | —                                                        | —     |
| 3                                 | Miley Music & More Spot1          | —                                                        | —     |
| 4                                 | Miley Music & More Spot2          | —                                                        | —     |
| 5                                 | Interview                         | —                                                        | —     |
| 6                                 | Biographie                        | —                                                        | —     |
| 7                                 | Galerie photo                     | —                                                        | —     |
| Platinum Édition                  |                                   |                                                          |       |
| 1                                 | Someday                           | —                                                        | —     |
| 2                                 | Hovering (avec Trace Cyrus)       | —                                                        | —     |
| Platinum Édition - DVD            |                                   |                                                          |       |
| 1                                 | 7 Things (video)                  | Miley Cyrus, Antonina Armato, Tim James                  | 3:33  |
| 2                                 | 7 Things (live)                   | Miley Cyrus, Antonina Armato, Tim James                  | 3:33  |
| 3                                 | The Driveway (live)               | Miley Cyrus, Scott Cutler, Anne Preven                   | 3:43  |
| 4                                 | Simple Song                       | Jeffrey Steele, Jesse Littleton                          | 3:32  |
| 5                                 | See You Again (live)              | Miley Cyrus, Antonina Armato, Tim James                  | 3:14  |
| 6                                 | Breakout (live)                   | Gina Schock, Ted Bruner, Trey Vittetoe                   | 2:36  |
| 7                                 | Fly on the Wall (live)            | Miley Cyrus, Antonina Armato, Tim James, Devrim Karaoglu | 3:15  |
| 8                                 | Bonus Material                    | —                                                        | —     |

Une chanson écrite par Miley Cyrus, nommée Run So Fast And Fly n'aurait pas été retenue pour Breakout.

## Réception

### Réception commerciale
Breakout a débuté à la 1re place au Billboard 200 avec 371 000 copies la première semaine. La 2e semaine, il rétrograde à la 2e place avec 163 000 copies. La 3e semaine il reste 2e avec 102 000 copies. La semaine suivante il perd 2 places et se retrouve 4e avec 84 000 copies. 6e la semaine suivante, il vend 62 000 exemplaires. La semaine suivante il quitte le top 10. Le 17 octobre 2008 la RIAA certifie l'album disque de platine aux États-Unis pour 1 million d'exemplaires vendu. L'album reste 48 semaines dans le classement américain. Breakout est le 20e album le plus vendu de 2008 avec 2 000 000 de copies. Aujourd'hui il s'est écoulé à plus de 2 500 000 d'exemplaires dans le monde[réf. nécessaire].

## Certifications
| Pays              | Certification | Unités certifiées |
| ----------------- | ------------- | ----------------- |
| États-Unis (RIAA) | 2 × Platine   | 2 000 000         |

## Dates de sortie
| Région      | Date               | Label             |
| ----------- | ------------------ | ----------------- |
| États-Unis  | 22 juillet 2008    | Hollywood Records |
| Canada      | 22 juillet 2008    | Hollywood Records |
| Hong Kong   | 23 juillet 2008    | Hollywood Records |
| Philippines | 3 août 2008        | Hollywood Records |
| Brésil      | 5 août 2008        | Hollywood Records |
| Taïwan      | 8 août 2008        | Hollywood Records |
| Australie   | 30 août 2008       | Hollywood Records |
| Royaume-Uni | 1er septembre 2008 | Polydor           |
| Indonésie   | 1er septembre 2008 | Hollywood Records |
| Chili       | 7 septembre 2008   | Hollywood Records |
| Argentine   | 7 septembre 2008   | Hollywood Records |
| Italie      | 12 septembre 2008  | Hollywood Records |
| Pologne     | 15 septembre 2008  | Hollywood Records |
| Japon       | 15 octobre 2008    | Avex Trax         |